# Josef Nesvačil
Josef Nesvačil (* 7. dubna 1965 v Táboře) je bývalý český fotbalista, záložník. Jedna z jeho dvou dcer je herečka Denisa Nesvačilová.

## Fotbalová kariéra
Pochází z fotbalové rodiny – prvoligovým fotbalistou byl i jeho starší bratr Jiří Nesvačil. Je odchovancem VS Tábor. V roce 1991 přestoupil do TJ Viktorie Žižkov. Právě v sezóně 1991/92 se majitelem tehdy bankrotujícího třetiligového fotbalového oddílu stal podnikatel Vratislav Čekan. Viktoria si pro další sezónu od Slušovic koupila účast ve druhé lize a z 1. místa postoupila do nejvyšší soutěže. V sezóně 1993/94 si tedy Nesvačil odbyl prvoligovou premiéru, ovšem ne v dresu Žižkova, ale v barvách FC Slovan WSK Liberec, kam přestoupil a působil následující tři sezóny. Sezónu 1996/97 odehrál za Bohemians Praha. V české lize nastoupil celkem v 86 utkáních a dal 3 góly. Následující dvě sezóny působil v zahraničí – nejprve v indonéském klubu PSM Makassar a další sezónu v Kuvajtu. V sezóně 2001/02 hrál krajský přebor za FSC Libuš.

## Ligová bilance
| Ročník                          | Zápasy | Góly | Klub              |
| ------------------------------- | ------ | ---- | ----------------- |
| 1. česká fotbalová liga 1993/94 | 27     | 1    | FC Slovan Liberec |
| 1. česká fotbalová liga 1994/95 | 28     | 1    | FC Slovan Liberec |
| 1. česká fotbalová liga 1995/96 | 14     | 0    | FC Slovan Liberec |
| 1. česká fotbalová liga 1996/97 | 17     | 1    | Bohemians Praha   |
| CELKEM                          | 86     | 3    |                   |